# ご当地ナンバー

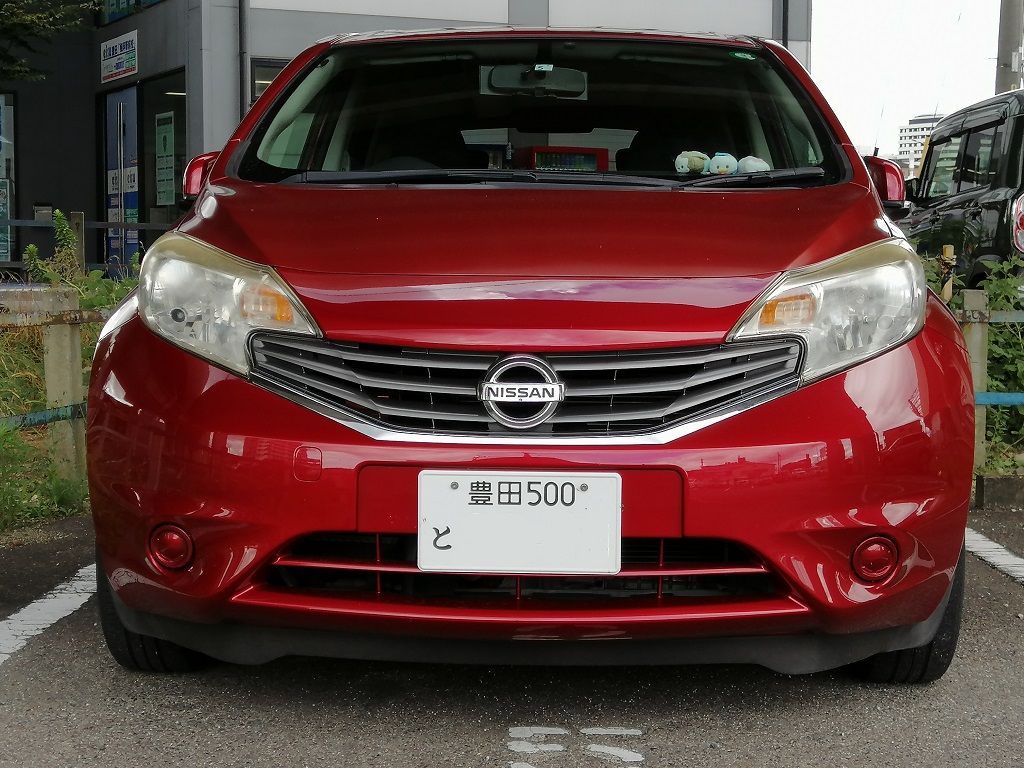
「豊田」ナンバーの日産・ノート（2代目）

ご当地ナンバー（ごとうちナンバー）は、自動車に付ける日本のナンバープレート（番号標）のうち、「新たな地域名表示ナンバープレート」の通称。国土交通省が、ナンバープレートに表示する地名について、対象市町村の区域を限って、新規の自動車検査登録事務所の設置によらずに、独自の地名を定められるよう新たに開始した制度、およびこれに基づき2006年（平成18年）10月10日以降、新たな地名を表示して払い出された番号標を指す。
地域おこしや観光客誘致を目的に実施する地域が多く、2022年5月時点で46地域が導入している。

## 概要

### 導入基準
国土交通省は2004年（平成16年）11月30日、それまでの懇談会審議、省内整理案公表と意見募集の結果を踏まえ、「今般、地域振興や観光振興等の観点から、ナンバープレートの地域名表示を弾力化し、自動車検査登録事務所の新設の有無にかかわらず、新たな地域名表示を認めることとする」とし、これによる「新たな地域名表示ナンバープレート」として、次のような要綱の下に適用地域の募集を行うこととした。

#### 対象となり得る地域の基準
- 地域特性や経済圏などに関して、他の地域と区分された一定のまとまりのある地域であり、一般に広く認知された地域であること。

- 原則として、単独の市町村ではなく、複数の市町村の集合であること。

- 当該地域において、登録されている自動車の数が10万台を超えていること。

- 対象となる地域が、当該都道府県内における他の地域名表示の対象地域と比較し、人口、登録されている自動車の数等に関して、極端な不均衡が生じないものであること。

#### 地域名の基準
- 行政区画や旧国名などの地理的名称であり、当該地域を表すのにふさわしい名称であること。また、当該地域名が全国的にも認知されていること。

- 読みやすく、覚えやすいものであるとともに、既存の地域名と類似し混同を起こすようなものでないこと。

- ナンバープレートに表示された際に十分視認性が確保されるよう、原則として「漢字」で「2文字」とすること。やむを得ない理由があるとして例外を認める場合であっても最大で「4文字」までとし、ローマ字は認めないものとすること。

加えて、「複数の運輸支局、自動車検査登録事務所の管轄にまたがる地域名表示については、各種の行政事務、自動車検査登録システムへの影響等について慎重に検討を行う必要があり、当面は認めないこととする」との一文も盛り込まれた。

#### 導入の手続き
要綱を満たす地域の市町村が住民の意向を踏まえた上で、都道府県を通じ地方運輸局に要望すること。

### 導入条件の緩和
2017年（平成29年）5月30日に国土交通省は、地方版図柄入りナンバープレートの導入に合わせて追加のご当地ナンバー募集を始めると発表した。その中で従来より条件を緩和し、「対象地域内の登録自動車数が10万台を超えていること」あるいは「地域内に複数の自治体があり、登録数がおおむね5万台を超え、地域名表示が相当程度の知名度を有すること（観光著名地等）」を条件とした。緩和を受けて翌6月には島根県出雲市が出雲ナンバーを、千葉県松戸市が松戸ナンバーを申請することを明らかにし、以降は申請を検討する地域が増加した。
2025年（令和7年）5月11日、国土交通省はご当地ナンバーの更なる拡大に向け、市区町村単位の登録自動車数が「１０万台以上」といった基準を引き下げる方向で、導入要件を緩和する方針を固めた。

### 応募地域
2005年（平成17年）5月末の締切までに全国20の地域が応募した。同省は当初「5地域程度」の新規制定を目論んでいたが、「地域の熱意を感じた」として、このうち「富士山」（静岡県富士市および山梨県富士吉田市など）と「奄美」（鹿児島県奄美市など14市町村）を除き、現時点で対象となりうる基準を満たしている18地域について導入を認めることとした。先行して17地域が2006年10月10日から、残る「つくば」に関しては茨城県の新県税システム導入に合わせて2007年（平成19年）2月13日から導入され、運用されている。
管轄する国土交通省の地方支分部局が複数にまたがるために一旦導入見送りとなった「富士山」について、両県は2005年（平成17年）11月に第8次構造改革特区要望として同省へ再申請した結果、同省は2007年（平成19年）3月1日に導入を発表し、2008年（平成20年）11月4日より交付を開始した。2県にまたがる初の地域名表示で、管轄する地方支分部局も中部運輸局静岡運輸支局と関東運輸局山梨運輸支局に分かれたままでの運用となる。
全国各地から追加の強い要望があることを踏まえ、2013年（平成25年）2月26日に第2弾を公募。第1弾の応募地域のうち唯一未導入となった「奄美」を含む、全国11地域が応募した。審査の結果、「飛鳥」（のち第3弾で実現）を除く10地域（盛岡、平泉、郡山、前橋、越谷、川口、世田谷、杉並、春日井、奄美）のご当地ナンバーが認められ、2014年（平成26年）11月17日より交付を開始した。地域振興に重点が置かれ、単一自治体でのご当地ナンバー導入が増加した。また、奄美ナンバーについては、対象地域が奄美自動車検査登録事務所管轄の全域となり、当該事務所払出のナンバーが全てご当地ナンバーとなった。
これまで、ご当地ナンバー導入が構想されたものの実現に至っていないものとしては、渡良瀬、秩父、浦和、館山、町田、鎌倉、横須賀、燕三条、雪国魚沼、軽井沢、佐久、東美濃、津、熊野、博多などが挙げられる。
埼玉県さいたま市の旧浦和市エリアでは県庁所在地であった旧市時代より創設が取り沙汰されており、近年においても浦和レッズや高級住宅街として知名度が高く浦和ナンバー創設を市議会でも取り上げられている。
三陸沿岸都市会議では復興支援・地域活性化のために「三陸ナンバー」創設を提唱したが断念している。
三重県は2016年（平成28年）5月下旬に第42回先進国首脳会議（伊勢志摩サミット）が開催され、その終了直後の同年7月に「伊勢志摩ナンバー」導入を国土交通省に要望し、翌年の第3弾募集のきっかけとなった。
2017年（平成29年）5月には募集要件の緩和が発表され、第3弾の募集を始めた。2018年（平成30年）5月に以下の17地域に決定し、2020年（令和2年）5月11日より交付を開始した。
- 知床（北見：斜里町、小清水町、清里町、釧路：別海町、中標津町、標津町、羅臼町）
- 苫小牧（室蘭：苫小牧市）
- 弘前（青森：弘前市、西目屋村）
- 白河（福島：白河市、矢吹町、西郷村、泉崎村、中島村）
- 市川（習志野：市川市）
- 船橋（習志野：船橋市）
- 松戸（野田：松戸市）
- 市原（袖ヶ浦：市原市）
- 板橋（練馬：板橋区）
- 江東（足立：江東区）
- 葛飾（足立：葛飾区）
- 上越（長岡：上越市、糸魚川市、妙高市）
- 伊勢志摩（三重：伊勢市、鳥羽市、志摩市、明和町、玉城町、度会町、南伊勢町）
- 四日市（三重：四日市市）
- 飛鳥（奈良：橿原市、田原本町、高取町、三宅町、明日香村）
- 出雲（島根：出雲市、奥出雲町、飯南町）
- 高松（香川：高松市）

第4弾の募集に先立ち、東京都江戸川区が「江戸川ナンバー」の導入に向けて2022年（令和4年）9月15日から10月31日までアンケートを行い、賛成が反対を上回りかつ賛成とどちらでもよいが7割以上だったことから同ナンバー導入の意向を表明した。
2023年（令和5年）4月21日に第4弾として以下の6つの新地域および1地域への編入の申し込みがあったと公表された。しかし、彦根については、甲良町の全世帯で導入に関するアンケートを行ったところ反対が過半数を占めたため、甲良町と彦根市との話し合いの結果、導入を断念することが決まった。
新地域
- 十勝（帯広：音更町、士幌町、上士幌町、鹿追町、新得町、清水町、芽室町、中札内村、更別村、大樹町、広尾町、幕別町、池田町、豊頃町、本別町、足寄町、陸別町、浦幌町）
- 日光（宇都宮：日光市、塩谷町）
- 江戸川（足立：江戸川区）
- 安曇野（松本：安曇野市、生坂村、池田町、松川村）
- 南信州（松本：飯田市、松川町、高森町、阿南町、阿智村、平谷村、根羽村、下條村、売木村、天龍村、泰阜村、喬木村、豊丘村、大鹿村）
- 彦根（滋賀：彦根市、甲良町）

編入
- 弘前（青森：田舎館村）

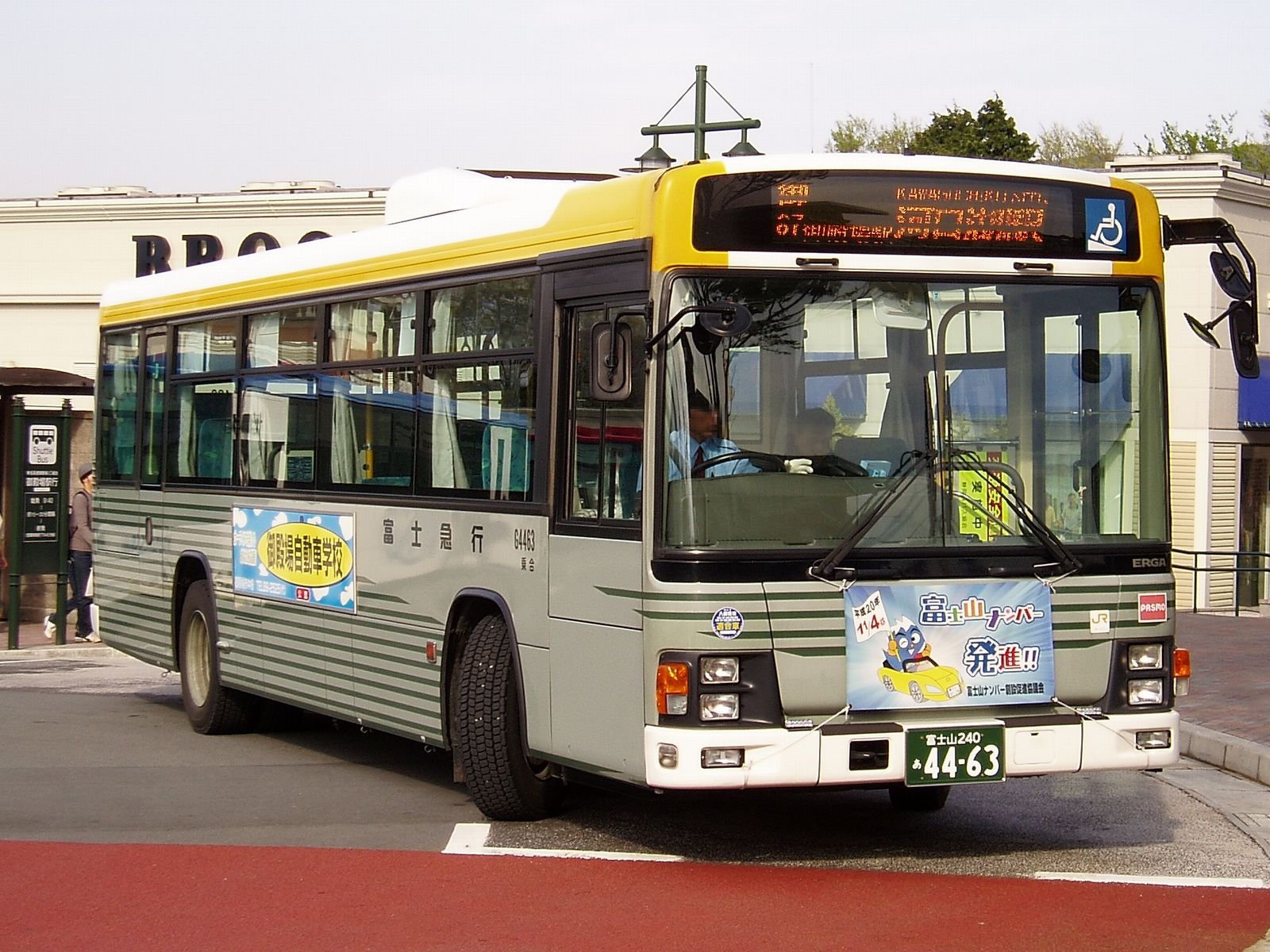
ご当地ナンバーの「富士山ナンバー」で登録された路線バス 前面に「富士山ナンバー」交付開始をPRする広告を掲示している。
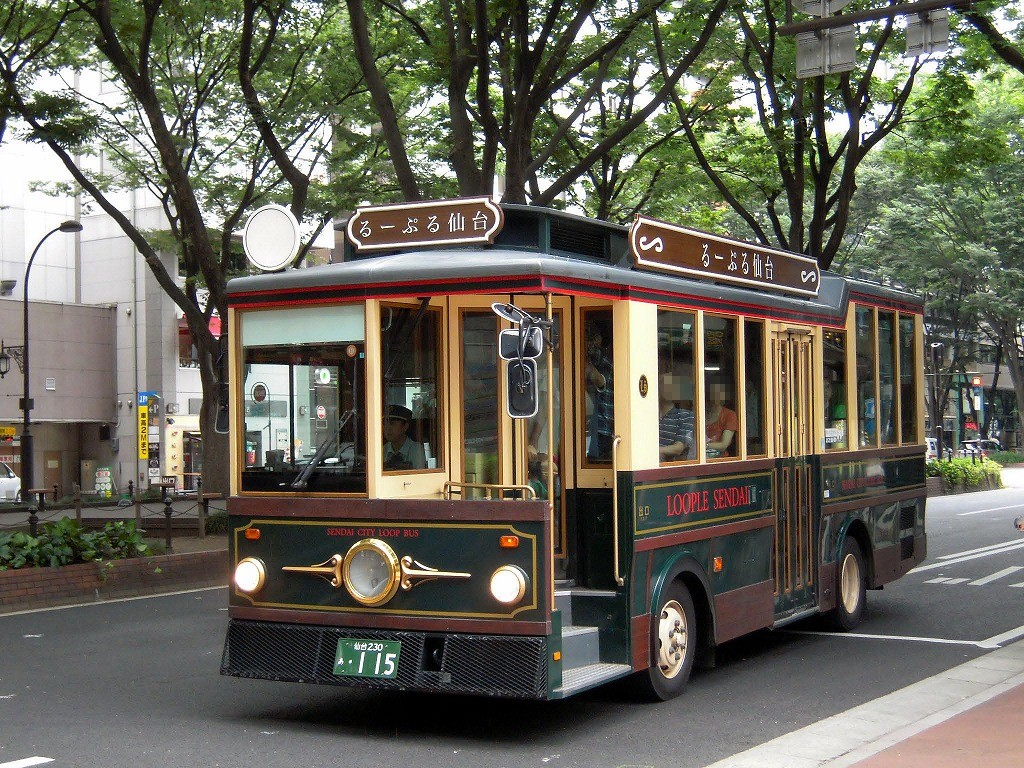
ご当地ナンバー「仙台ナンバー」で登録された仙台市営バスの「るーぷる仙台」
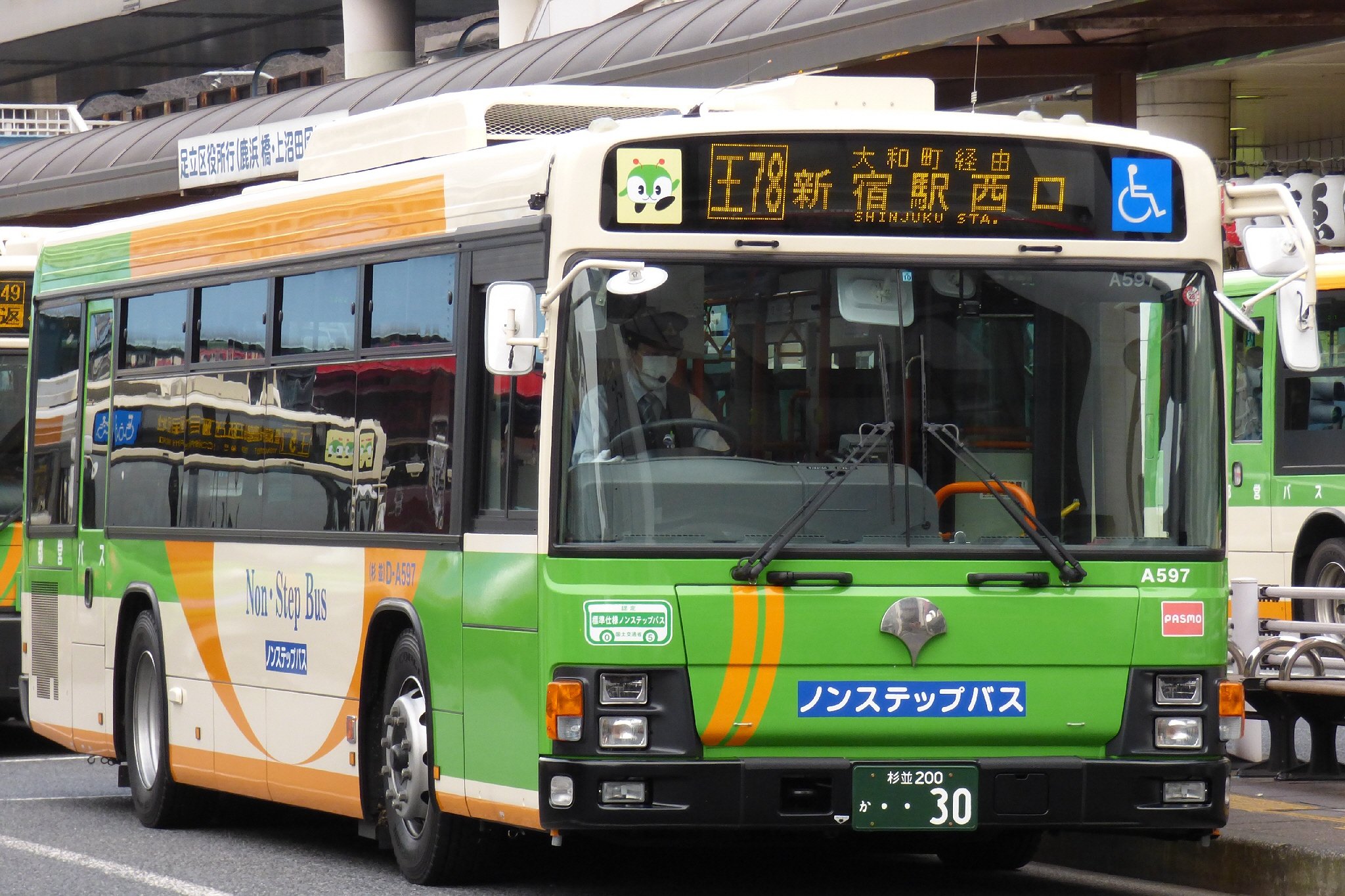
都営バスで初めてご当地ナンバー「杉並ナンバー」で登録された車両

## ご当地ナンバーに対する批判

### プライバシー侵害の懸念
ご当地ナンバーは所有者の居住地をピンポイントで晒すことになるため、プライバシーの侵害につながることが懸念されている。
「世田谷」ナンバーが導入された東京都世田谷区では、区議会議員と区民132人が区と保坂展人区長を相手取り、損害賠償を求める訴訟を東京地裁に起こす事態に至った。反対の理由としては、居住地が特定される、車上荒らしの標的にされる、税金の無駄遣いである、様々な意見を持つ住民のニーズが反映されていない、区内の商店街で働く人が賛成の署名を強要された、などの意見が挙げられている。
また、群馬県伊勢崎市でも「伊勢崎」ナンバーの導入を検討し、2017年と2022年の2度にわたって市民アンケートを行ったが、ご当地ナンバー導入により自身の居住地が知られてしまう懸念が強いことから、いずれのアンケートでも反対意見が強く、導入が見送られている。
2019年以降に発生した新型コロナウイルス感染症の世界的流行に際しては、県外など他地域ナンバーの自動車に対して破壊行為などの嫌がらせを行う「自粛警察」が社会問題となったが、ご当地ナンバーは居住地をピンポイントで晒していることから、「自粛警察」の破壊行為において好都合になっているとの見解もある。

## ご当地ナンバー一覧
- ご当地ナンバーの地域名は以下の46箇所である。
- 登録台数の単位は「台」。主に2015年（平成27年）9月末の保有台数[16]。
- 導入次「1」の地域については、第1弾として2006年（平成18年）10月10日から導入された。
- 導入次「1-1」の地域については、第1弾として認められたが、茨城県の新県税システム導入に合わせる為、他の地域に遅れて2007年（平成19年）2月13日から導入された。
- 導入次「1-2」の地域については、一旦見送られたが、第8次構造改革特区として認められ、第1弾の追加として2008年（平成20年）11月4日から導入された。
- 導入次「2」の地域については、第2弾として2014年（平成26年）11月17日から導入された。
- 導入次「3」の地域については、第3弾として2020年（令和2年）5月11日から導入された。
- 導入次「4」の地域については、第4弾として2025年（令和7年）5月7日から導入された。
- 2014年（平成26年）11月導入の地域では、2015年（平成27年）12月現在で盛岡（4万7301台）、前橋（4万6738台）、郡山（4万4370台）、川口（3万9245台）の順に普及率が高い[17]。

| 導入次 | 新地域名 | 旧地域名 | ご当地 ナンバー 対象地域 車両数 | ご当地 ナンバー 保有 車両数 | 対象市町村 |
| ------ | -------- | -------- | ------------------------------- | --------------------------- | --- |
| 3      | 知床     | 北見     | -                               | -                           | 北海道斜里郡斜里町・小清水町・清里町 |
| 3      | 知床     | 釧路     | -                               | -                           | 北海道野付郡別海町、標津郡中標津町・標津町、目梨郡羅臼町 |
| 3      | 苫小牧   | 室蘭     | -                               | -                           | 北海道苫小牧市 |
| 4      | 十勝     | 帯広     | -                               | -                           | 北海道河東郡音更町・士幌町・上士幌町・鹿追町、上川郡新得町・清水町、河西郡芽室町・中札内村・更別村、広尾郡大樹町・広尾町、中川郡幕別町・池田町・豊頃町・本別町、足寄郡足寄町・陸別町、十勝郡浦幌町 |
| 3      | 弘前     | 青森     | -                               | -                           | 青森県弘前市、中津軽郡西目屋村 |
| 2      | 盛岡     | 岩手     | 約317,000                       | 47,401                      | 岩手県盛岡市、八幡平市、滝沢市、紫波郡紫波町・矢巾町 |
| 2      | 平泉     | 岩手     | 約112,000                       | 29,612                      | 岩手県奥州市、一関市、胆沢郡金ケ崎町、西磐井郡平泉町 |
| 1      | 仙台     | 宮城     | 439,236                         | 224,923                     | 宮城県仙台市 |
| 1      | 会津     | 福島     | 127,555                         | 51,629                      | 福島県会津若松市、喜多方市、南会津郡下郷町・只見町・檜枝岐村・南会津町、耶麻郡猪苗代町・西会津町・磐梯町・北塩原村、河沼郡会津坂下町・柳津町・湯川村、大沼郡会津美里町・金山町・三島町・昭和村     |
| 2      | 郡山     | 福島     | 約163,000                       | 44,370                      | 福島県郡山市 |
| 3      | 白河     | 福島     | -                               | -                           | 福島県白河市、西白河郡矢吹町・西郷村・泉崎村・中島村 |
| 1      | 那須     | 宇都宮   | 121,550                         | 52,943                      | 栃木県那須塩原市、大田原市、那須郡那須町 |
| 4      | 日光     | 宇都宮   | -                               | -                           | 栃木県日光市、塩谷郡塩谷町 |
| 1      | 高崎     | 群馬     | 231,675                         | 107,011                     | 群馬県高崎市、安中市 |
| 2      | 前橋     | 群馬     | 約300,000                       | 46,738                      | 群馬県前橋市、北群馬郡吉岡町 |
| 1      | 成田     | 千葉     | 163,868                         | 73,449                      | 千葉県成田市、富里市、山武市、香取郡神崎町・多古町、山武郡芝山町・横芝光町 |
| 3      | 船橋     | 習志野   | -                               | -                           | 千葉県船橋市 |
| 3      | 市川     | 習志野   | -                               | -                           | 千葉県市川市 |
| 1      | 柏       | 野田     | 190,115                         | 100,680                     | 千葉県柏市、我孫子市 |
| 3      | 松戸     | 野田     | -                               | -                           | 千葉県松戸市 |
| 3      | 市原     | 袖ヶ浦   | -                               | -                           | 千葉県市原市 |
| 1      | 川越     | 所沢     | 215,955                         | 102,375                     | 埼玉県川越市、坂戸市、鶴ヶ島市、入間郡毛呂山町・越生町 |
| 2      | 川口     | 大宮     | 約184,000                       | 39,245                      | 埼玉県川口市 |
| 2      | 越谷     | 春日部   | 約150,000                       | 28,208                      | 埼玉県越谷市 |
| 2      | 杉並     | 練馬     | 約100,000                       | 22,983                      | 東京都杉並区 |
| 3      | 板橋     | 練馬     | -                               | -                           | 東京都板橋区 |
| 2      | 世田谷   | 品川     | 約200,000                       | 37,608                      | 東京都世田谷区 |
| 3      | 江東     | 足立     | -                               | -                           | 東京都江東区 |
| 3      | 葛飾     | 足立     | -                               | -                           | 東京都葛飾区 |
| 4      | 江戸川   | 足立     | -                               | -                           | 東京都江戸川区 |
| 1-1    | つくば   | 土浦     | 516,295                         | 214,371                     | 茨城県つくば市、つくばみらい市、守谷市、古河市、桜川市、常総市、下妻市、筑西市、坂東市、結城市、猿島郡五霞町・境町、結城郡八千代町                                                                 |
| 3      | 上越     | 長岡     | 113,358                         | -                           | 新潟県上越市、糸魚川市、妙高市 |
| 1      | 諏訪     | 松本     | 98,165                          | 40,862                      | 長野県諏訪市、岡谷市、茅野市、諏訪郡下諏訪町・富士見町・原村 |
| 4      | 南信州   | 松本     | -                               | -                           | 長野県飯田市、下伊那郡松川町・高森町・阿南町・阿智村・平谷村・根羽村・下條村・売木村・天龍村・泰阜村・喬木村・豊丘村・大鹿村                                                                       |
| 4      | 安曇野   | 松本     | -                               | -                           | 長野県安曇野市、東筑摩郡生坂村、北安曇郡池田町・松川村 |
| 1      | 金沢     | 石川     | 263,372                         | 131,341                     | 石川県金沢市、かほく市、河北郡内灘町・津幡町 |
| 1      | 岡崎     | 三河     | 199,602                         | 104,336                     | 愛知県岡崎市、額田郡幸田町 |
| 1      | 豊田     | 三河     | 243,490                         | 127,085                     | 愛知県豊田市 |
| 1      | 一宮     | 尾張小牧 | 161,348                         | 81,990                      | 愛知県一宮市 |
| 2      | 春日井   | 尾張小牧 | 133,673                         | 33,022                      | 愛知県春日井市 |
| 1      | 伊豆     | 沼津     | 165,398                         | 81,026                      | 静岡県熱海市、三島市、伊東市、下田市、伊豆市、伊豆の国市、賀茂郡河津町・西伊豆町・東伊豆町・松崎町・南伊豆町、田方郡函南町                                                                         |
| 1-2    | 富士山   | 沼津     | 316,114                         | 87,568                      | 静岡県富士宮市、富士市、御殿場市、裾野市、駿東郡小山町 |
| 1-2    | 富士山   | 山梨     | 316,114                         | 87,568                      | 山梨県富士吉田市、南都留郡富士河口湖町・西桂町・忍野村・山中湖村・鳴沢村・道志村 |
| 1      | 鈴鹿     | 三重     | 118,149                         | 60,942                      | 三重県鈴鹿市、亀山市 |
| 3      | 四日市   | 三重     | -                               | -                           | 三重県四日市市 |
| 3      | 伊勢志摩 | 三重     | -                               | -                           | 三重県伊勢市、鳥羽市、志摩市、多気郡明和町、度会郡玉城町・度会町・南伊勢町 |
| 1      | 堺       | 和泉     | 263,384                         | 132,877                     | 大阪府堺市 |
| 3      | 飛鳥     | 奈良     | -                               | -                           | 奈良県橿原市、磯城郡田原本町・三宅町、高市郡高取町・明日香村 |
| 3      | 出雲     | 島根     | -                               | -                           | 島根県出雲市、仁多郡奥出雲町、飯石郡飯南町 |
| 1      | 倉敷     | 岡山     | 253,029                         | 118,026                     | 岡山県倉敷市、笠岡市、井原市、浅口市、浅口郡里庄町、小田郡矢掛町 |
| 1      | 下関     | 山口     | 98,567                          | 47,432                      | 山口県下関市 |
| 3      | 高松     | 香川     | -                               | -                           | 香川県高松市 |
| 2      | 奄美     | 鹿児島   | 約81,000                        | 12,693                      | 鹿児島県奄美市、大島郡瀬戸内町・龍郷町・喜界町・徳之島町・天城町・伊仙町・和泊町・知名町・与論町・大和村・宇検村                                                                                   |